# 财富 (杂志)
《财富》（英語：Fortune）是一本美國商業雜誌，由亨利·路思义创办于1929年，拥有专业财经分析和报道，以经典的案例分析见长，是世界上最有影响力的商业杂志之一。现属財富媒體集團控股（謝展） 。
《财富》杂志自1954年推出世界500强排行榜，历来都成为经济界关注的焦点，影响巨大。《财富》杂志举办了一系列引人注目的财经论坛，如开始于1995年、著名的「财富全球论坛」（即世界500强年会）便是其中之一。

### 引用
1. ↑  . abcas3.accessabc.com.   [2025-03-20]. （原始内容存档于2012-06-04）.